# Enconista exustaria
Enconista exustaria là một loài bướm đêm trong họ Geometridae.